# Spodoptera inepta
Spodoptera inepta är en fjärilsart som beskrevs av Walker 1856. Spodoptera inepta ingår i släktet Spodoptera och familjen nattflyn. Inga underarter finns listade i Catalogue of Life.